# Nathan Lyberth
Klaus Jonathan Nathan Johan Lyberth (* 3. März 1864 in Maniitsoq; † 7. Juli 1921 ebenda) war ein grönländischer Landesrat.

## Leben
Nathan Lyberth war der Sohn des Handelsbediensteten Berthel Ole Enok Lyberth und seiner Frau Rakel Ingeborg. Nathan Lyberth lebte als Jäger. Von 1911 bis 1916 war er Mitglied des ersten südgrönländischen Landesrats. Wie seine beiden Kollegen aus dem nördlichen Teil des südlichen Inspektorats nahm auch er 1914 nicht an der Sitzung teil. Er starb 1921 im Alter von 57 Jahren in seinem Heimatort.